# Àfrica Zamorano i Sanz
Àfrica Zamorano i Sanz (Barcelona, 11 de gener de 1998) és una nedadora catalana, especialista en esquena i estils, que competeix pel Club Natació Sant Andreu. Va saltar a l'escenari internacional l'any 2014, amb el seu primer gran resultat en una competició internacional en la categoria júnior. Ha format part de la delegació espanyola dels Jocs Olímpics d'Estiu de 2016, 2020 i 2024, així com de la del Campionat del Món de 2019 a Gwangju.

## Trajectòria esportiva
Va fer la seva primera gran aparició internacional al Campionat d'Europa Júnior de 2014 que es va fer a Dordrecht, en el qual va guanyar la medalla d'or en els 200 metres estils i 400 metres estils. Aquell mateix any, a Nanquín, va obtenir la medalla de bronze en els 200 metres esquena als Jocs Olímpics de la Joventut.
Zamorano entrena en l'equip d'elit del Club Natació Sant Andreu, amb la també olímpica Jessica Vall i sota la tutela de Jordi Jou, nomenat entrenador de l'any el 2015 per l'Associació Espanyola de Tècnics de Natació. Compagina la seva preparació d'alt rendiment amb els seus estudis d'infermeria per a ser llevadora.
L'any 2015, en el Campionat del Món júnior de Singapur, va guanyar la medalla de bronze en els 400 estils. L'any següent va fer la mínima olímpica en 200 metres esquena al Campionat d'Espanya Open de primavera i, amb 18 anys, va representar el combinat estatal als Jocs Olímpics d'Estiu de 2016, al costat de la resta de components de l'equip espanyol de natació i amb el suport de la Reial Federació Espanyola de Natació.
Forma part de Podium, el programa del Comitè Olímpic Espanyol i Fundació Telefònica que dona suport des de 2014 a 88 esportistes que són joves promeses perquè puguin preparar-se per als Jocs Olímpics.
Al novembre de 2017 es va penjar 10 medalles al Campionat d'Espanya d'hivern en piscina curta, celebrat a Barcelona, i va aconseguir el cinquè lloc a la final de 400 estils al Campionat d'Europa de Copenhaguen. Aquell mateix any va ser semifinalista mundial absoluta, després d'aconseguir-ho en els 200 metres esquena al Campionat Mundial de Budapest.
El 2018 va acudir als Jocs Mediterranis i al Campionat d'Europa de Glasgow, buscant millorar la millor marca espanyola, que en aquell moment estava en possessió de Duane Dona Rocha, i va arribar a la final. L'any següent es va classificar per anar al Campionat del Món de Gwangju.
El 30 de maig de 2024 va establir un nou rècord personal i català en els 200 m. esquena, amb un temps de 2:09.26, a la jornada inaugural del Circuit Mare Nostrum de Barcelona, disputat a la piscina Pere Serrat de la ciutat. Amb aquest registre es va quedar a escasses centèssimes de superar el rècord estatal, que estava fixat en 2:09.13. Tot i que va ser la segona vegada que nedava sota la mínima olímpica (2:10.39), després de fe-ho a Canet de Rosselló amb 2:10.24, va haver d'esperar al Campionat d'Espanya open per obtenir el bitllet olímpic gràcies a una marca de 2:09.57.
L'1 d'agost de 2024 va competir als Jocs Olímpics d'Estiu, disputats a París, però no es va classificar per a la final dels 200 metres esquena, després d'aconseguir la catorzena posició. Aquell mateix dia, al matí, havia aconseguit l'accés a semifinals després ser quarta de l'eliminatòria amb un registre de 2:10.40.

## Palmarès
- 2014 Doble campiona d'Europa Júnior en 200 m. i 400 m. estils a Dordrecht, Països Baixos.[3]
- 2014 Medalla de bronze en els Jocs Olímpics de la Joventut en 200 m. esquena a Nanjing, la Xina.[20]
- 2015 Medalla de bronze en Campionat del Món júnior en 400 m. estils a Singapur.[cal citació]
- 2017 Campiona d'Espanya en 400 m. estils, els 100 m. esquena i en els 4 x 200 m. lliures.[20]
- 2017 Rècord d'Espanya en el relleu 4 x 100 m. estils.[12]
- 2018 Campiona d'Espanya en piscina curta i llarga en 200 m. esquena.[cal citació]
- 2018 Doble medalla d'argent dels Jocs Mediterranis en 200 m. esquena i 4 x 100 m. estils a Tarragona, Catalunya.[20]
- 2018 Medalla de bronze dels Jocs Mediterranis en relleu 4 x 200 m. lliures a Tarragona, Catalunya.[20]
- 2024 Rècord Personal i de Catalunya al Circuit Mare Nostrum de Barcelona en 200 m. esquena.[16]